# Triftbrücke
De Triftbrücke is een hangbrug voor voetgangers, in de Zwitserse Alpen over de Triftsee nabij Gadmen, in het kanton Bern.
De brug is een der langste en hoogste voetgangershangbruggen in de Alpen. Jaarlijks komen hier circa 20.000 bezoekers naar de Triftgletsjer kijken.

## Geschiedenis

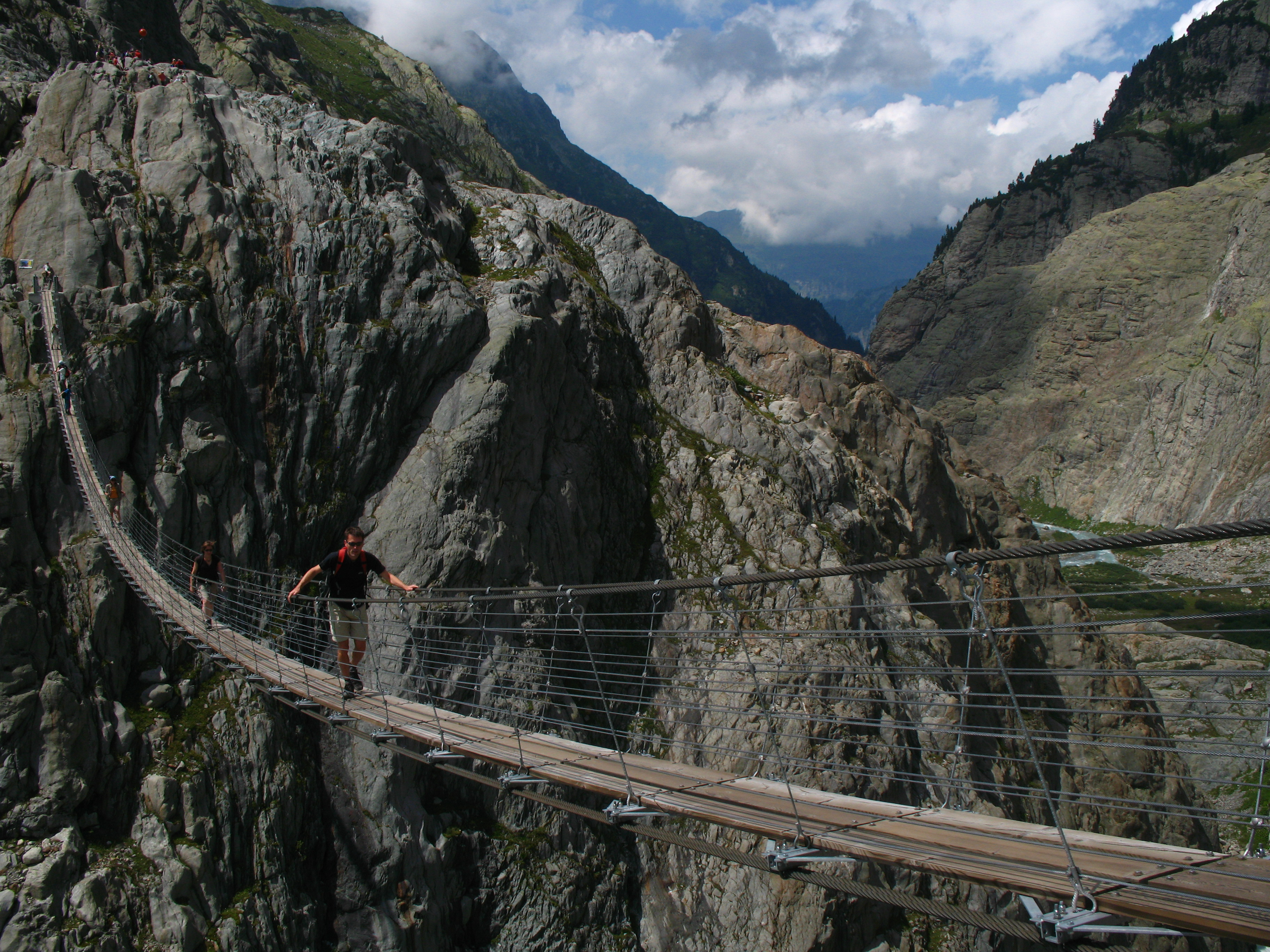
De oude Triftbrücke anno 2007

Vroeger konden de alpinisten de kloof te voet oversteken over de gletsjertong richting Trifthütte. In 1996 was al te voorzien dat door het smelten van de gletsjer het pad op korte termijn onbruikbaar zou worden omdat zich boven in de kloof een meer vormde.
In 2004 werd een eerste brug gebouwd waarbij na korte tijd duidelijk werd dat deze door de windturbulentie en föhnwinden onderhevig was aan gevaarlijke schommelingen. Oorspronkelijk was de brug bedoeld voor bergbeklimmers maar de brug trok al snel veel toeristen, waaronder onervaren wandelaars. Voor deze groep waren de niet afgeschermde toegangen ook een groot risico. Daardoor werd in het najaar van 2008 besloten om een nieuwe brug te bouwen met de nodige veiligheidsvoorzieningen. Iets verder naar het noorden en 30 meter hoger werd in het voorjaar van 2009 in slechts zes weken tijd een nieuwe brug gebouwd die veiliger en gemakkelijker bereikbaar was. Extra spankabels zorgden ervoor dat deze beter bestand was tegen extreme wind. De slechts vijf jaar oude brug werd ontmanteld en in juni 2010 hergebruikt op een nieuwe locatie, het Göschenertal als de Salbitbrücke.

## Technische gegevens
De nieuwe brug is nu gemakkelijk bereikbaar vanaf beide zijden. Verder werd de loopbrug veiliger gemaakt met zijdelingse balken en de reling met horizontale touwen. Met twee schuine neerwaartse spankabels worden de windkrachten tegengegaan. Twee staalkabels lopen links en rechts op wegniveau en nog eens twee ondersteunende kabels vormen de leuningen. De bovenste en onderste ondersteunende kabels zijn met elkaar verbonden door verticale stalen fittingen die ook dienen als geleiders voor de horizontale reling. De steunkabels worden vastgehouden met 24 rotsankers die 2,5 meter diep verankerd zijn, met 18 ton trekvermogen. Het oostelijke bruggenhoofd is ongeveer 16 m hoger dan het westelijke.
|                  | Oude brug                   | Nieuwe brug                    |
| ---------------- | --------------------------- | ------------------------------ |
| Lengte           | 101,6 m                     | 170 m                          |
| Hoogte           | 70 m                        | 100 m                          |
| Staal            | 220 Teile                   | 7.500 kg                       |
| Staalkabels      | 6                           | 5.000 m (Steun- en spanlijnen) |
| Schroeven        |                             | 6.500                          |
| Larixhoutplanken | 210                         | 340                            |
| Bouwkosten       | ca. 100.000 CHF             | 350.000 CHF                    |
| Projectleider    | Walter Brog                 | Walter Brog                    |
| Constructie      | Ingenieurbüro Pfaffen, Chur | Ingenieurbüro Pfaffen, Chur    |

## Fotogalerij

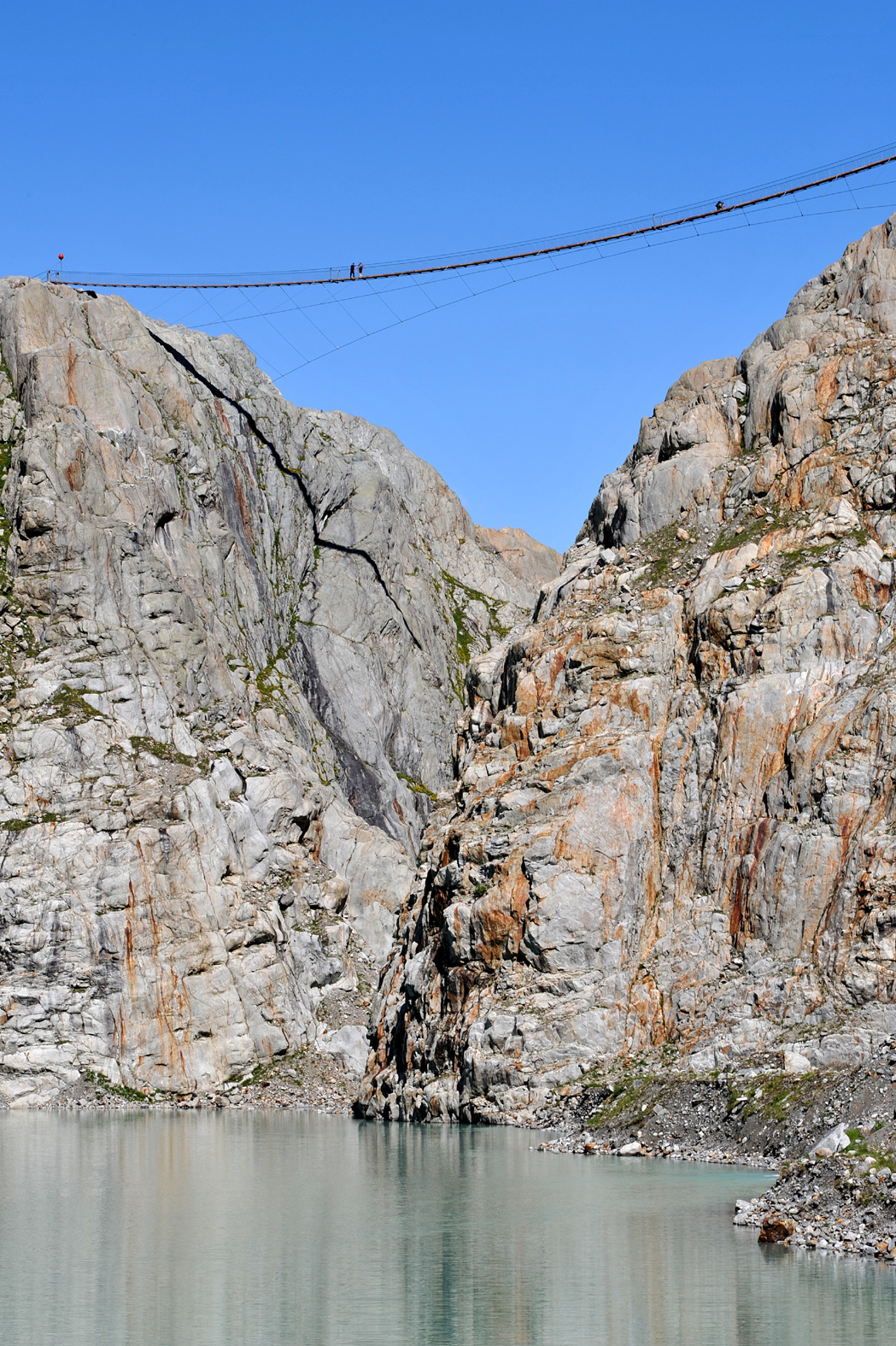
Zicht op het gletsjermeer
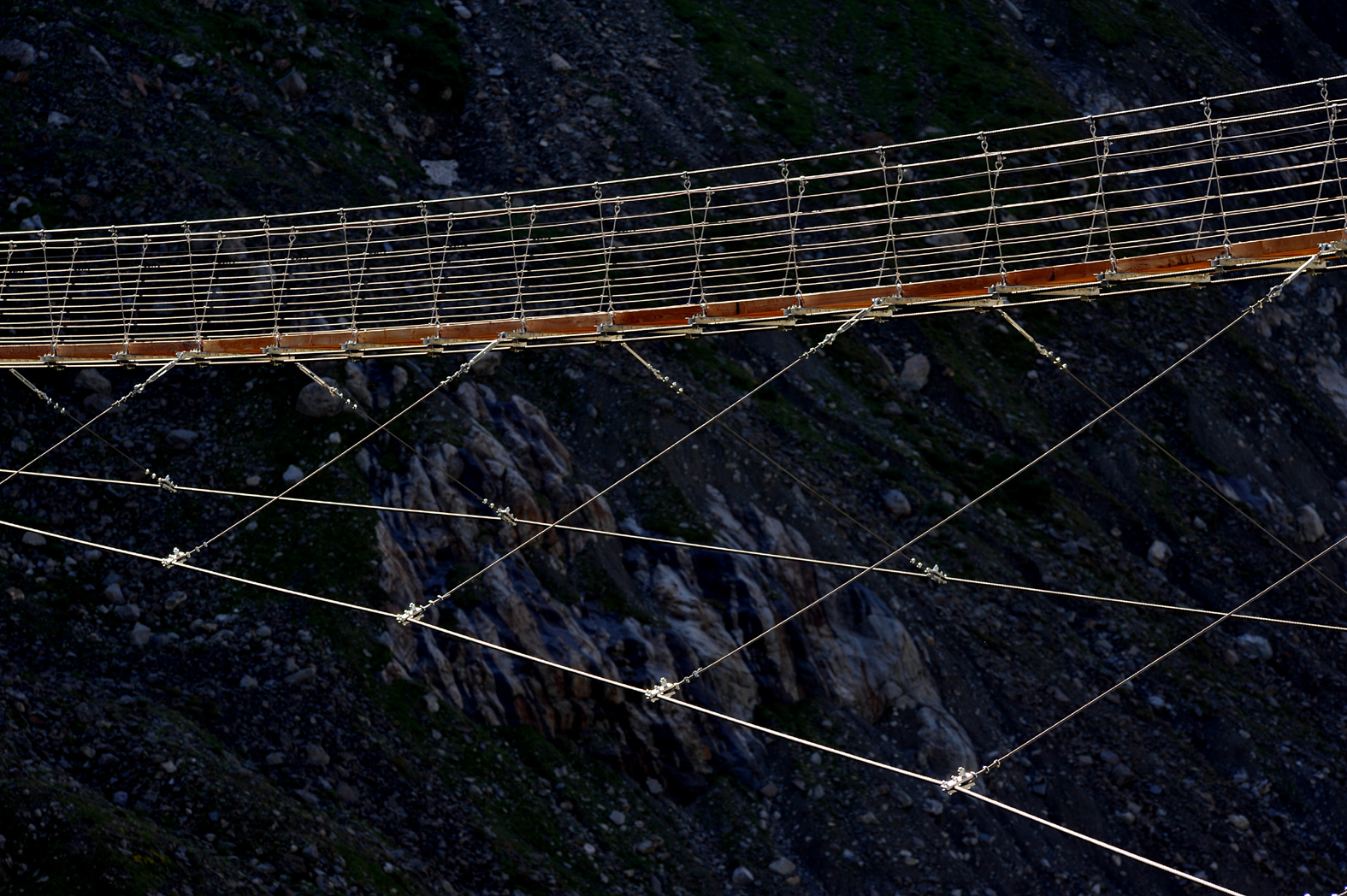
Touwstructuur in het ochtendlicht
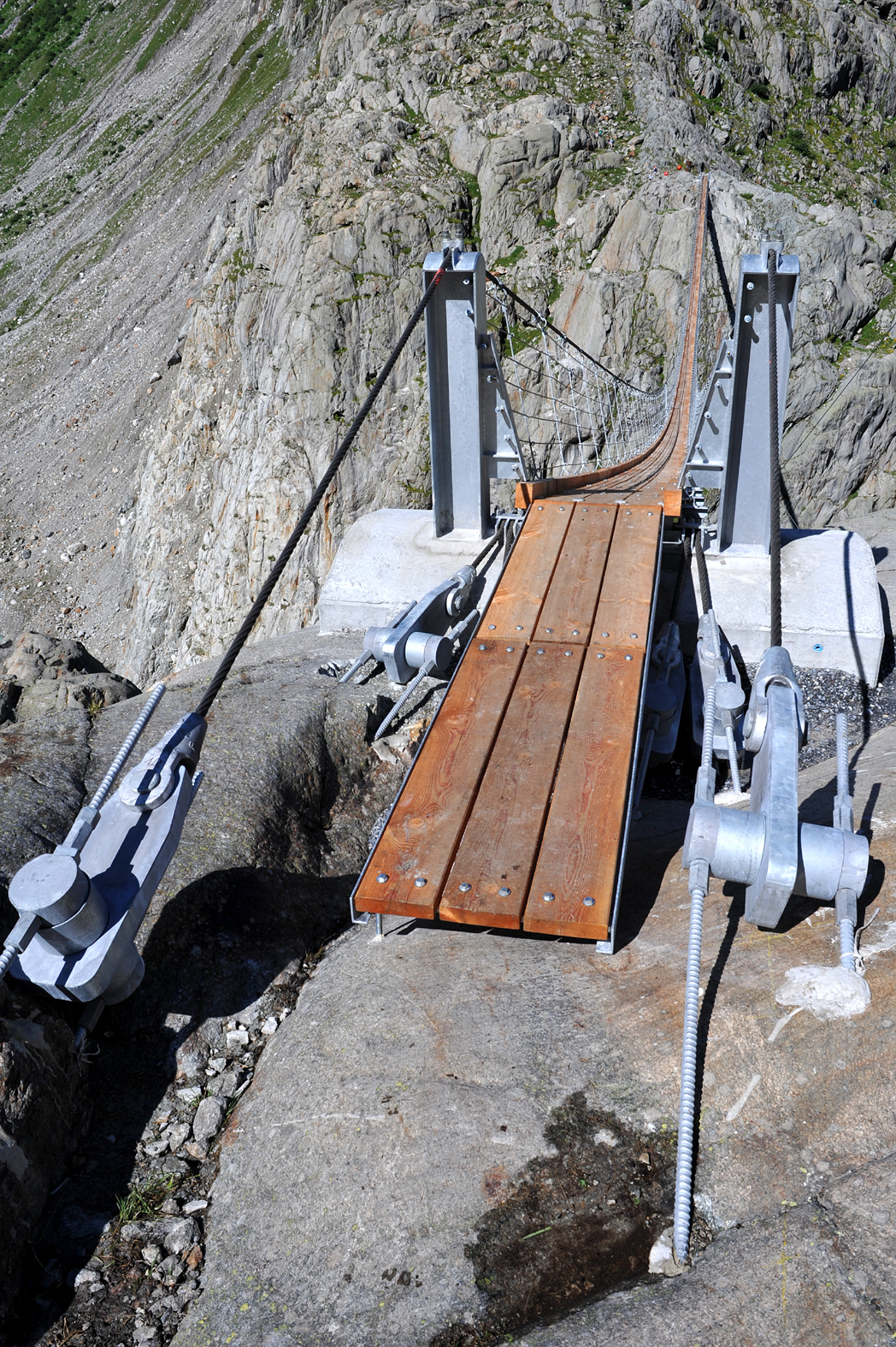
Oostelijke kabelanker
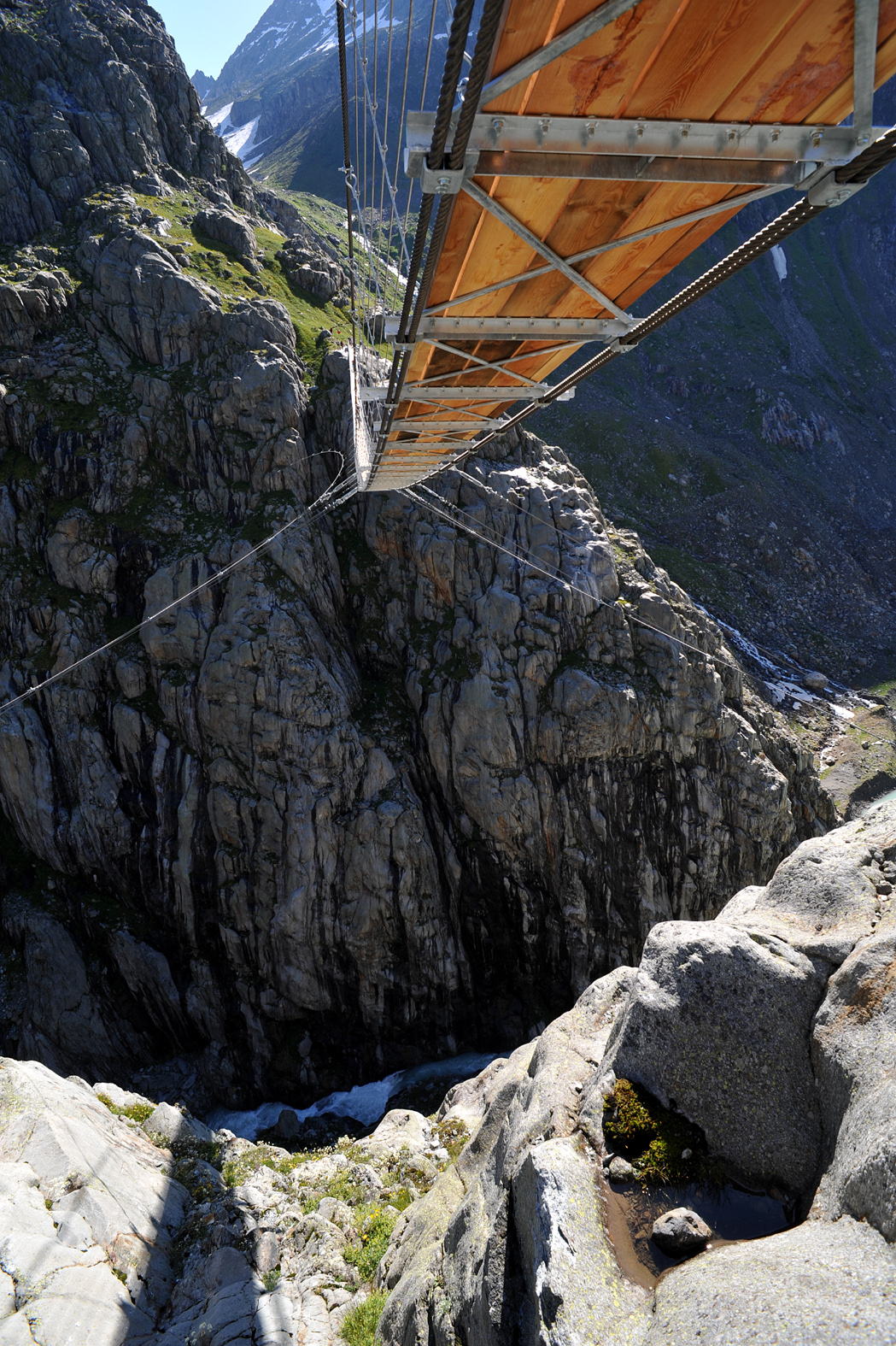
Gangwegconstructie, gezien vanaf onderen
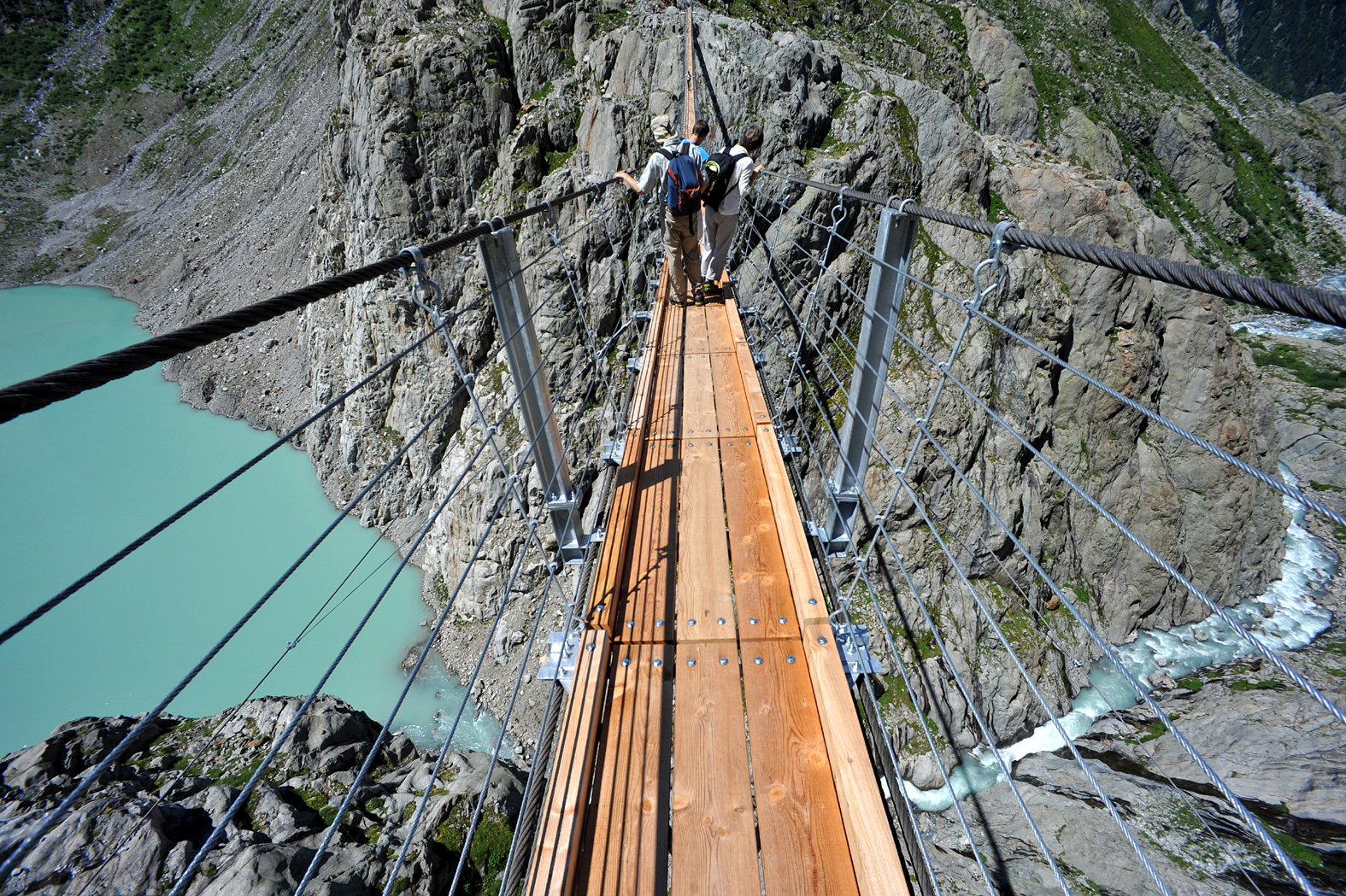
Zicht op het smeltwater